# Liste de créateurs de meubles
Cette liste est dynamique en ce qu'elle évolue régulièrement et ne sera peut-être jamais complète. Vous pouvez la compléter en citant des sources fiables.
Voici une liste de personnes notables dont l'occupation principale est la conception de meubles.
- Haut – A
- B
- C
- D
- E
- F
- G
- H
- I
- J
- K
- L
- M
- N
- O
- P
- Q
- R
- S
- T
- U
- V
- W
- X
- Y
- Z

## A
- Alvar Aalto (1898-1976)
- Eero Aarnio (né en 1932)
- Robert Adam (1728-1792)
- Thomas Affleck (en)(1745-1795)
- Franco Albini (1905-1977)
- Davis Allen (en) (1916-1999)
- Ron Arad (né en 1951)
- Ini Archibong (en) (née en 1983)
- David Armstrong-Jones, 2e comte de Snowdon (né en 1961)
- Gae Aulenti (1927-2012)
- Jean Avissé (1723-1796)

## B
- Fred Baier (en) (né en 1949)
- Edward Barber et Jay Osgerby (en) (né en 1969)
- Milo Baughman (1923-2003)
- Mario Bellini (né en 1935)
- Harry Bertoia (1915-1978)
- Lina Bo Bardi (1914-1992)
- Cini Boeri (1924-2020)
- André Charles Boulle (1642-1732)
- Ronan et Erwan Bouroullec (nés en 1971 et 1976)
- Marcel Breuer (1902-1981)
- Jérémy Broun (en) (né en 2000)
- Busk + Hertzog (en)

## C
- Louise Campbell (en) (née en 1970)
- Achille Castiglioni (1918-2002)
- Château de Wendell (en) (1932-2018)
- Don Chadwick (en) (né en 1936)
- William Chambers (1723-1796)
- Éliphalet Chapin (1741-1807)
- Thomas Chippendale (1718-1779)
- Thomas Chippendale, le jeune (1749-1822)
- Antonio Citterio (né en 1950)
- John Cobb (1715-1778)
- Kenneth Cobonpue (en) (né en 1968)
- Muriel Coleman (en) (1917-2003)
- Joe Cesare Colombo (1930-1971)
- Henri Copland (en) (1728-1754)
- Charles Cressent (1685-1768)

## D
- Niels Diffrient (1928-2013)
- Nanna Ditzel (1923-2005)
- Tom Dixon (né en 1959)

## E
- Ray (1912-1988) et Charles Eames (1907-1978)
- Charles Eastlake (1836-1906)
- Olav Eldøy (en) (né en 1948)
- Paul Evans (en) (1931-1987)

## F
- Pierre François Léonard Fontaine (1762-1853)
- Paul T.Frankl (1887-1958)
- Naoto Fukasawa (né en 1956)

## G
- Peter Ghyczy (en) (né en 1940)
- Gibbons grimaçants (1648-1721)
- Ernest Gimson (en) (1864-1919)
- Eileen Gray (1878-1976)
- Hector Guimard (1867-1942)

## H
- Christopher Guy Harrison (en) (1960-2020)
- Ambroise Heal (en) (1872-1959)
- George Hepplewhite (vers 1727-1786)
- René Herbst (1891-1982)
- James Hilton (né en 1973)
- Matthew Hilton (né en 1957)
- Jacques Hitier (1917-1999)
- Josef Hoffmann (1870-1956)
- Thomas Espoir (1769-1831)
- Luke Hughes (né en 1957)
- Richard Hutten (en) (né en 1967)

## J
- Arne Jacobsen (1902-1971)
- Dakota Jackson (en) (née en 1949)
- Charles Hollis Jones (en) (né en 1945)
- Hella Jongerius (née en 1963)
- Finn Juhl (1912-1989)

## K
- Vladimir Kagan (en) (1927-2016)
- Guillaume Kent (1685-1748)
- Poul Kjaerholm (1929-1980)
- Florence Kroll (1917-2019)
- Silas Köpf (en) (né en 1949)
- James Krenov (en) (1920-2009)
- Shiro Kuramata (1934-1991)

## L
- Max Lamb (en) (né en 1980)
- Charles-Honoré Lannuier (1779-1819)
- Paul László (1900-1993)
- Charles Limbert (en) (1854-1923)
- François Linke (1855-1946)
- David Linley (né en 1961)
- Piero Lissoni (en) (né en 1956)
- Mathias Locke (en) (XVIIIe siècle)
- Samuel Loomis (1748-1814)
- Ross Lovegrove (né en 1958)
- Fred Lowen (en) (1919-2005)

## M
- Sal Maccarone (en) (né en 1949)
- Charles Rennie Mackintosh (1868-1928)
- Vico Magistretti (1920-2006)
- Terence Main (en) (né en 1954)
- John Makepeace (en) (né en 1939)
- Sam Maloof (en) (1916-2009)
- Cecilie Manz (en) (née en 1972)
- Enzo Mari (né en 1932)
- Daniel Marot (1661-1752)
- Wendy Maruyama (en) (née en 1952)
- Bruno Mathson (1907-1988)
- Judy Kensley McKie (en) (née en 1944)
- Alessandro Mendini (1931-2019)
- Borge Mogensen (en) (1914-1972)
- Thomas C. Molesworth (en) (1890-1977)
- Carlo Mollino (1905-1973)
- Jasper Morrison (né en 1959)

## N
- Georges Nakashima (en) (1905-1990)
- George Nelson (1908-1986)
- Marc Newson (né en 1963)
- Nolen Niu (en) (née en 1975)
- Isamu Noguchi (1904-1988)
- Arne Norell (1917-1971)
- Wallace Nutting (1861-1941)

## O
- Jean-François Oeben (1721-1763)
- Jonathan Olivares (en) (né en 1981)
- Sergio Orozco (en)

## P
- Verner Panton (1926-1998)
- Kenneth Peacock (1922-2000)
- Charlotte Perriand (1903-1999)
- Charles Percier (1764-1838)
- Alan Peters (en) (1933-2009)
- Duncan Phyfe (1768-1854)
- Warren Platner (en) (1919-2006)
- Ferdinand Plitzner (en) (1678-1724)
- Charles Pollock (1930-2013)
- Jean Prouvé (1901-1984)

## R
- Ernest Race (en) (1913-1964)
- Dieter Rams (né en 1932)
- Karim Rashid (né en 1960)
- Lily Reich (1885-1947)
- Jean-Henri Riesener (1734-1806)
- Gerrit Rietveld (1888-1964)
- Jens Risom (1916-2016)
- TH Robsjohn-Gibbings (en) (1905-1976)
- David Röntgen (1743-1807)
- André Jacob Roubo (1739-1791)
- Alexandre Roux (en) (1813-1886)
- David Rowland (en) (1924-2010)

## S
- Eero Saarinen (1910-1961)
- Kasper Salto (né en 1967)
- Richard Sapeur (1932-2015)
- Sergio Savarèse (en) (1958-2006)
- Timothée Schreiber (en)
- Frans Schrofer (en) (né en 1956)
- George Seddon (en) (1727-1801)
- Martin van Severen (1956-2005)
- Thomas Shearer (en) (XVIIIe siècle)
- Thomas Sheraton (1751-1806)
- Alma Siedhoff-Buscher (1899-1944)
- Borek Šípek (1949-2016)
- Janice Smith
- Rosanne Somerson (en) (née en 1954)
- Ettore Sottsass (1917-2007)
- Russel Spanner (en) (1916-1974)
- Mart Stam (1899-1986)
- Philippe Starck (né en 1949)
- Gustav Stickley (en) (1858-1942)
- Bill Stumpf (en) (1936-2006)
- Sympson (vers 1660)

## T
- Michel Thonet (1796-1871)
- Matteo Thun (né en 1952)
- Frédérick William Tod (en) (1879-1958)
- Johannes Torpe (en) (né en 1973)
- David Trubridge (en)

## U
- Patricia Urquiola (née en 1961)

## V
- Henri van de Velde (1863-1957)
- Ionna Vautrin (1979-)
- Lella Vignelli (1934-2016)
- William Vile (en) (vers 1700-1767)
- Arne Vodder (1926-2009)

## W
- Katie Walker (en) (née en 1969)
- Marcel Wanders (né en 1963)
- Hans J. Wegner (1914-2007)
- Russel Wright (1904-1976)

## Y
- Tokujin Yoshioka (né en 1967)
- Michel Young (né en 1966)

- Haut – A
- B
- C
- D
- E
- F
- G
- H
- I
- J
- K
- L
- M
- N
- O
- P
- Q
- R
- S
- T
- U
- V
- W
- X
- Y
- Z